# Site-Sharing
Der Begriff Site-Sharing bezeichnet die gemeinsame Nutzung eines Mobilfunksendemasten von zwei oder mehreren Betreibern von Mobilfunknetzen. Jeder beteiligte Mobilfunknetzbetreiber verwendet seine eigenen Antennen inklusive der eigenen Systemtechnik. Die baulichen Einrichtungen wie z. B. der eigentliche Mast oder auch der Raum, in dem die Systemtechnik untergebracht wird, werden gemeinsam benutzt.
Durch Site-Sharing soll primär die Anzahl der Mobilfunksendemasten verringert werden und so das Landschaftsbild positiv beeinflusst werden. Für Mobilfunknetzbetreiber ist Site-Sharing jedoch nicht unbedingt positiv, denn nur der jeweilige Errichter einer Sendeanlage findet die besten Bedingungen für sein Netz vor, während jeder hinzukommende Mitnutzer der Anlage schon mit Kompromissen leben muss (z. B. geringere Antennenhöhe und damit geringere Reichweite, schwierige Integration des Senders in das eigene zellulare Funknetz). Site-Sharing verringert jedoch auch die notwendigen Investitionen der Mobilfunknetzbetreiber, weswegen diese auch ohne politische Vorgaben gewillt sind, Sendeanlagen mit anderen Netzbetreibern zu teilen, sofern es technisch möglich und zweckmäßig ist.